# Johnny Walker
För whiskysorten, se Johnnie Walker.
Walker Johnny Silva Barra de Souza, född 30 mars 1992 i Belford Roxo i Brasilien, är en brasiliansk MMA-utövare som sedan 2018 tävlar i organisationen Ultimate Fighting Championship.

## Tävlingsfacit
| Resultat | Facit | Motståndare                              | Metod                   | Evenemang                              | Datum             | Rond | Tid  | Plats                           | Notering                   |
| -------- | ----- | ---------------------------------------- | ----------------------- | -------------------------------------- | ----------------- | ---- | ---- | ------------------------------- | -------------------------- |
| Vinst    | 1–0   | Francisco Francisco (BRA)                | TKO (knän och slag)     | CI de MMA: 2                           | 14 december 2013  | 1    | 0:49 | Rio de Janeiro, Brasilien       |                            |
| Vinst    | 2–0   | Vitor Casanova (BRA)                     | TKO (slag)              | Ubá Fight: 5                           | 13 september 2014 | 1    | 4:38 | Ubá, Brasilien                  |                            |
| Vinst    | 3–0   | João Vitor Lopes da Silva (BRA)          | TKO (slag)              | Gigante Fight: 2                       | 11 oktober 2014   | 1    | n/a  | Rio de Janeiro, Brasilien       |                            |
| Förlust  | 3–1   | Wagner Prado (BRA)                       | TKO (slag)              | Team Nogueira: Beach                   | 11 oktober 2014   | 2    | 3:40 | Rio de Janeiro, Brasilien       |                            |
| Vinst    | 4–1   | Andrew Flores Smith (USA)                | TKO (slag)              | Peru FC: 21                            | 28 maj 2015       | 3    | 0:28 | Lima, Peru                      |                            |
| Vinst    | 5–1   | Ricardo Pandora (BRA)                    | TKO (slag)              | Imortal FC: The Invasion               | 13 juni 2015      | 1    | 3:20 | São José dos Pinhais, Brasilien |                            |
| Vinst    | 6–1   | Marck Polimeno (BRA)                     | Submission (rear-naked) | PVT: Afonso Pena Top Fight 3           | 26 augusti 2015   | 1    | 0:38 | São José dos Pinhais, Brasilien | Tungviktsdebut             |
| Vinst    | 7–1   | Murilo Grittz (BRA)                      | TKO (slag)              | PVT: Garuva Top Fight                  | 16 augusti 2015   | 1    | 0:56 | Garuva, Brasilien               | Tillbaka i lätt tungvikt   |
| Förlust  | 7–2   | Klidson Abreu (BRA)                      | Submission (rear-naked) | Samurai FC: 12                         | 10 oktober 2015   | 2    | 3:10 | Curitiba, Brasilien             | Titelmatch i tungvikt      |
| Vinst    | 8–2   | Fabio Augusto de Assis Vasconcelos (BRA) | TKO (slag)              | Imortal FC: 4                          | 21 maj 2016       | 1    | 4:10 | São José dos Pinhais, Brasilien |                            |
| Förlust  | 8–3   | Henrique Silva Lopes (BRA)               | KO (slag)               | Samurai FC: 12                         | 25 juni 2015      | 1    | 0:18 | Poços de Caldas, Brasilien      |                            |
| Vinst    | 9–3   | Luis Guilherme de Andrade (BRA)          | Submission (giljotin)   | Katana Fight: Gold Edition             | 25 mars 2017      | 1    | 0:29 | Colombo, Brasilien              | Tillbaka i lätt tungvikt   |
| Vinst    | 10–3  | Rodrigo Jesus (BRA)                      | TKO (slag)              | Brave CF: 8                            | 12 augusti 2017   | 1    | 2:18 | Curitiba, Brasilien             |                            |
| Vinst    | 11–3  | Stuart Austin (GBR)                      | KO (knä)                | UCMMA: 8                               | 10 februari 2018  | 1    | 2:44 | London, England                 | Titelmatch i lätt tungvikt |
| Vinst    | 12–3  | Jędrzej Maćkowiak (POL)                  | KO (knä och slag)       | Krwawy Sport: 1                        | 11 mars 2018      | 2    | 2:42 | Southampton, England            | Tillbaka i tungvikt        |
| Vinst    | 13–3  | Cheick Kone (CIV)                        | KO (slag)               | European Beatdown: 3                   | 17 mars 2018      | 1    | n/a  | Mons, Belgien                   | Titelmatch i lätt tungvikt |
| Vinst    | 14–3  | Henrique da Silva (BRA)                  | Domslut (enhälligt)     | Dana White's Contender Series Brazil 2 | 11 augusti 2018   | 3    | 5:00 | Las Vegas, NV, USA              |                            |
| Vinst    | 15–3  | Khalil Rountree (USA)                    | KO (armbåge)            | UFC Fight Night: Magny vs. Ponzinibbio | 17 november 2018  | 1    | 1:57 | Buenos Aires, Argentina         | Performance of the Night   |
| Vinst    | 16–3  | Justin Ledet (USA)                       | TKO (slag)              | UFC Fight Night: Assunção vs. Moraes 2 | 2 februari 2019   | 1    | 0:15 | Fortaleza, Brasilien            | Performance of the Night   |
| Vinst    | 17–3  | Misha Tsirkunov (CAN)                    | TKO (slag)              | UFC 235                                | 2 mars 2019       | 1    | 0:36 | Las Vegas, NV, USA              | Performance of the Night   |
| Förlust  | 17–4  | Corey Anderson (USA)                     | TKO (slag)              | UFC 244                                | 2 november 2019   | 1    | 2:07 | New York, NY, USA               |                            |
| Förlust  | 17–5  | Nikita Krylov (UKR)                      | Domslut (enhälligt)     | UFC Fight Night: Lee vs. Oliveira      | 14 mars 2020      | 3    | 5:00 | Brasília, Brasilien             |                            |
| Vinst    | 18–5  | Ryan Spann (USA)                         | KO (amrbågar och slag)  | UFC Fight Night: Covington vs. Woodley | 19 september 2020 | 1    | 2:43 | Las Vegas, NV, USA              |                            |